# Compile Heart
A Compile Heart (株式会社コンパイルハート; Hepburn: Kabushikigaisha Konpairu Hāto) japán videójáték-fejlesztő cég, az Idea Factory leányvállalata. A céget 2006. június 2-i alapításától 2012 decemberéig a Compile egykori vezére, Niitani Moo vezette. A Compile Heart elsősorban a Hyperdimension Neptunia és a Record of Agarest War sorozatai révén ismert.

## Videójátékaik
| Cím                                                                                   | Platform                            | Megjelenés           | Megjegyzések                                                              | JP   | NA   | EU   | CH Selection |
| ------------------------------------------------------------------------------------- | ----------------------------------- | -------------------- | ------------------------------------------------------------------------- | ---- | ---- | ---- | ------------ |
| Astonishia Story                                                                      | PlayStation Portable                | 2006. szeptember 28. | A Sonnori fejlesztette, a Compile Heart fordította Japánra                | Igen |      |      |              |
| Vulcanus                                                                              | PlayStation Portable                | 2006. november 16.   |                                                                           | Igen |      |      | Igen         |
| Rogue Hearts Dungeon                                                                  | PlayStation 2                       | 2007. április 26.    |                                                                           | Igen |      |      |              |
| Black Cat: Kuroneko no Concerto                                                       | Nintendo DS                         | 2007. június 21.     |                                                                           | Igen |      |      |              |
| Quiz & Variety szukuszuku inufuku 2: Motto szukuszuku                                 | PlayStation 2                       | 2007. augusztus 23.  |                                                                           | Igen |      |      |              |
| Oni Zero: Szengoku ranszei hjakkarjóran                                               | Nintendo DS                         | 2007. augusztus 30.  |                                                                           | Igen |      |      |              |
| Octomania                                                                             | Wii                                 | 2007. augusztus 23.  | Az Idea Factory-val és a Hyper-Devbox Japannel                            | Igen | Igen | Igen |              |
| Megazone 23: Aoi Garland                                                              | PlayStation 3                       | 2007. szeptember 13. |                                                                           | Igen |      |      |              |
| Tanosii jócsien kotoba to aszobo!                                                     | Nintendo DS                         | 2007. szeptember 20. |                                                                           | Igen |      |      |              |
| Dzsigoku sódzso: Akekazura                                                            | Nintendo DS                         | 2007. szeptember 27. |                                                                           | Igen |      |      |              |
| Agarest: Generations of War                                                           | PlayStation 3                       | 2007. szeptember 27. | Az Idea Factory-val és a Red Entertainmenttel                             | Igen | Igen | Igen | Igen         |
| The Frogman Show: DS Datte, sóganaidzsanai                                            | Nintendo DS                         | 2007. október 25.    |                                                                           | Igen |      |      |              |
| Puzzle Mate: Oekaki Mate                                                              | Nintendo DS                         | 2008. április 17.    |                                                                           | Igen |      |      |              |
| Puzzle Mate: Nanpure Mate                                                             | Nintendo DS                         | 2008. április 17.    |                                                                           | Igen |      |      |              |
| Puzzle Mate: Crossword Mate                                                           | Nintendo DS                         | 2008. április 17.    |                                                                           | Igen |      |      |              |
| Dungeon of Windaria                                                                   | Nintendo DS                         | 2008. május 15.      |                                                                           | Igen |      |      |              |
| Gakkó no kaidan DS                                                                    | Nintendo DS                         | 2008. július 17.     |                                                                           | Igen |      |      |              |
| DS de jomu Series: Tezuka Oszamu hi no tori 1                                         | Nintendo DS                         | 2008. július 31.     |                                                                           | Igen |      |      |              |
| DS de jomu Series: Tezuka Oszamu hi no tori 2                                         | Nintendo DS                         | 2008. július 31.     |                                                                           | Igen |      |      |              |
| DS de jomu Series: Tezuka Oszamu hi no tori 3                                         | Nintendo DS                         | 2008. július 31.     |                                                                           | Igen |      |      |              |
| DS Pico Series: Sanrio no Party heikó! Orjóri - Osijare - Okaimono                    | Nintendo DS                         | 2008. augusztus 7.   |                                                                           | Igen |      |      |              |
| Madzsin tantei nógami Neuro: Battle de Yo!                                            | PlayStation 2                       | 2008. augusztus 28.  |                                                                           | Igen |      |      |              |
| Szakai burai kaidzsi: Death or Survival                                               | Nintendo DS                         | 2008. szeptember 25. |                                                                           | Igen |      |      |              |
| Cross Edge                                                                            | PlayStation 3                       | 2008. szeptember 25. | Az Idea Factory-val                                                       | Igen | Igen | Igen | Igen         |
| Szugoro Chronicle                                                                     | Wii                                 | 2008. november 20.   |                                                                           | Igen |      |      |              |
| Agarest: Generations of War                                                           | Xbox 360                            | 2009. november 27.   | Az Idea Factory-val és a Red Entertainmenttel                             | Igen | Igen |      |              |
| Agarest: Generations of War Zero                                                      | PlayStation 3                       | 2009. június 25.     | A Red Entertainmenttel                                                    | Igen | Igen | Igen |              |
| Rosario to Vampire Capu 2: Koi to jume no Rhapsodia                                   | PlayStation 2                       | 2009. július 23.     |                                                                           | Igen |      |      |              |
| Dzsigoku sódzso miojoszuga                                                            | PlayStation 2                       | 2009. szeptember 17. |                                                                           | Igen |      |      |              |
| Cross Edge Dash                                                                       | Xbox 360                            | 2009. október 1.     | Az Idea Factory-val                                                       | Igen |      |      |              |
| So-Ra-No-Wo-To: Otome no godzsúszó                                                    | PlayStation Portable                | 2010. május 27.      |                                                                           | Igen |      |      |              |
| Record of Agarest: Dawn of War                                                        | Xbox 360                            | 2010. július 29.     | A Red Entertainmenttel                                                    | Igen | Igen |      |              |
| Hyperdimension Neptunia                                                               | PlayStation 3                       | 2010. augusztus 19.  | Az Idea Factory-val, a Gusttal és a Nippon Ichi Software-rel              | Igen | Igen | Igen | Igen         |
| Record of Agarest War 2                                                               | PlayStation 3                       | 2010. november 18.   | Az Idea Factory-val és a Red Entertainmenttel                             | Igen | Igen | Igen | Igen         |
| DS-Pico Series: Sanrio Puro Land - Vaku vaku okaimono - szuteki na oheja ocukuri maso | Nintendo DS                         | 2010. november 25.   |                                                                           | Igen |      |      |              |
| Hyperdimension Neptunia Mk2                                                           | PlayStation 3                       | 2011. augusztus 18.  | Az Idea Factory-val, a Gusttal, a Nippon Ichi Software-rel és a 5pb.-szel | Igen | Igen | Igen | Igen         |
| Touch, Shot! Love Application                                                         | PlayStation 3                       | 2012. február 23.    | A Tamsofttal                                                              | Igen |      |      | Igen         |
| Mugen Souls                                                                           | PlayStation 3                       | 2012. március 22.    | A GCresttel                                                               | Igen | Igen | Igen | Igen         |
| Record of Agarest War: Marriage                                                       | PlayStation Portable                | 2012. július 19.     |                                                                           | Igen |      |      |              |
| Hyperdimension Neptunia Victory                                                       | PlayStation 3                       | 2012. augusztus 30.  | Az Idea Factory-val                                                       | Igen | Igen | Igen |              |
| Monster Monpiece                                                                      | PlayStation Vita                    | 2013. január 24.     |                                                                           | Igen |      |      |              |
| Sorcery Saga: Curse of the Great Curry God                                            | PlayStation Vita                    | 2013. március 28.    |                                                                           | Igen | Igen |      |              |
| Mugen Souls Z                                                                         | PlayStation 3                       | 2013. április 25.    | A GCresttel                                                               | Igen |      |      |              |
| Hyperdimension Idol Neptunia PP                                                       | PlayStation Vita                    | 2013. június 20.     | A Tamsofttal                                                              | Igen |      |      |              |
| Date A Live: Rinne Utopia                                                             | PlayStation 3                       | 2013. július 27.     | A Sting Entertainmenttel                                                  | Igen |      |      |              |
| Hyperdimension Neptunia Re;Birth 1                                                    | PlayStation Vita, Microsoft Windows | 2013. október 31.    | Az Idea Factoryval és a Felistellával                                     | Igen | Igen | Igen |              |
| Hyperdevotion Noire: Goddess Black Heart                                              | PlayStation Vita                    | 2014. május 29.      | Az Idea Factoryval és a Sting Entertainmenttel                            | Igen | Igen | Igen |              |
| Fairy Fencer F                                                                        | PlayStation 3, Microsoft Windows    | 2013. október 10.    |                                                                           | Igen | Igen | Igen |              |
| Hyperdimension Neptunia Re;Birth 2: Sisters Generation                                | PlayStation Vita, Microsoft Windows | 2014. március 20.    | Az Idea Factoryval és a Felistellával                                     | Igen | Igen | Igen |              |
| Moe Chronicle                                                                         | PlayStation Vita                    | 2014. május 15.      | A ZeroDivvel                                                              | Igen |      |      |              |
| Date A Live: Ars Install                                                              | PlayStation 3                       | 2014. június 26.     | A Sting Entertainmenttel                                                  | Igen |      |      |              |
| Trillion: God of Destruction                                                          | PlayStation Vita                    | 2015. június 23.     |                                                                           | Igen | Igen | Igen |              |
| Hyperdimension Neptunia U: Action Unleashed                                           | PlayStation Vita                    | 2014. augusztus 28.  | Az Idea Factoryval és a Tamsofttal                                        | Igen | Igen | Igen |              |
| Omega Quintet                                                                         | PlayStation 4                       | 2014. október 2.     |                                                                           | Igen | Igen | Igen |              |
| Hyperdimension Neptunia Re;Birth 3: V Century                                         | PlayStation Vita, Microsoft Windows | 2014. december 18.   | Az Idea Factoryval és a Felistellával                                     | Igen | Igen | Igen |              |
| Megadimension Neptunia VII                                                            | PlayStation 4                       | 2015. április 23.    |                                                                           | Igen | Igen | Igen |              |
| Date A Live Twin Edition: Rio Reincarnation                                           | PlayStation Vita                    | 2015. július 30.     | A Sting Entertainmenttel                                                  | Igen |      |      |              |
| Moe Crystal                                                                           | PlayStation Vita                    | 2015. szeptember 25. |                                                                           | Igen |      |      |              |
| MeiQ no csika ni siszu                                                                | PlayStation Vita                    | 2015. október 8.     |                                                                           | Igen |      |      |              |
| Violent Dimension Tag Blanc + Neptune VS Zombie Corps                                 | PlayStation Vita                    | 2015. október 15.    |                                                                           | Igen |      |      |              |
| Fairy Fencer F: Advent Dark Force                                                     | PlayStation 4                       | 2015. november 5.    |                                                                           | Igen |      |      |              |
| Super Dimension War Neptunia VS Sega Hard Girls Dream of Coalescence Special          | PlayStation Vita                    | 2015. november 26.   |                                                                           | Igen |      |      |              |

- A CH Selection (Compile Heart Selection) a japán The Best vagy az észak-amerikai Greatest Hits árvonalhoz hasonló, viszont kizárólag Compile Heart játékok jelennek meg alatta.